# Vranské jezero
Vranské jezero nebo též jezero Vrana (chorvatsky Vransko jezero) je přírodní kryptodepresní krasové jezero, které se nachází v opčině Pakoštane v Zadarské župě v Chorvatsku. Jezero bylo pojmenováno podle vesnice Vrana, nacházející se na severozápad od něj. K východnímu břehu jezera dosahují opčiny Stankovci, Pirovac a Tisno. Jezero se rozkládá těsně u pobřeží a od Jaderského moře je odděleno 13 km dlouhým a 1 až 2 km širokým pásem země s letovisky Pakoštane a Drage. Jezero se nachází v nadmořské výšce 0,7 metrů, jeho rozloha je 30,16 km² a hloubka dosahuje až 3,9 m. Je největším chorvatským jezerem.

## Pobřeží
Jezero je 13,6 km dlouhé a 2,2 km široké protáhlé ze severozápadu na jihovýchod. Obvod jezera měří 36,4 km. Na severozápadním břehu se nacházejí stezky a pozorovatelny zvěře. Severovýchodní pobřeží je porostlé lesem. Na jihozápadě jsou zahrady. Pobřeží je málo členité s málo výraznými zálivy. Výjimku tvoří poloostrov Babin školj na jihovýchodním konci jezera.

## Vodní režim
Voda je přijímána z několika pramenů a potoků a je odváděna umělým kanálem Prosika do Pirovackého zálivu. 

## Využití
U jezera se nachází rybí farma a jezero samotné je často využíváno k rybaření.

## Ochrana přírody
Celé jezero je součástí stejnojmenného přírodního parku. Žije zde mnoho druhů ryb (sumec velký, kapr obecný, lín obecný, gambusie komáří, karas stříbřitý, mořčák evropský, cípal hlavatý, jazyk obecný, mořan zlatý, cípal evropský, endemitní ryba Scardinius dergle) a žab (skokan skřehotavý, rosnička zelená, ropucha obecná, kuňka žlutobřichá, ropucha zelená). V okolí jezera rovněž žije mnoho živočichů, jako například obojživelníci (mlok skvrnitý, čolek obecný), želvy (želva zelenavá, želva bahenní), ještěrky (blavor žlutý, gekon turecký, gekon zední, paještěrka dalmatská, ještěrka dalmatská, ještěrka balkánská, ještěrka jadranská, ještěrka italská), hadi (užovka podplamatá, užovka obojková, štíhlovka balkánská, užovka stromová, štíhlovka útlá, užovka pardálí, užovka levhartí, šírohlavec ještěrčí, zmije růžkatá). Ze savců zde žije asi čtyřicet druhů netopýrů, hlodavců, hmyzožravců a šelem. Žije zde i velké množství hmyzu, bylo zde zaznamenáno celkem 133 druhů pavouků. Jezero je též ornitologickou rezervací, z ptáků zde žije například volavka červená a kormorán malý.

## Přístup
- autem po silnici D8 z Biogradu na Moru do Pakoštane a dále po silnici 6064 k severozápadnímu konci jezera. (8 km)
- na jízdním kole:
  - z Vrany k severnímu konci (15 minut)
  - z Pakoštane k severnímu konci (15 minut)
  - z Kašiće k jihovýchodnímu konci (20 minut)
  - z Banjevců k jihovýchodnímu konci (25 minut)
  - z Pirovace k jihovýchodnímu konci (30 minut)